# Alexandre Pierre Julienne
Pour les articles homonymes, voir Julienne et Bélair.
Alexandre Pierre Julienne, dit Bélair ou Bellair, est un général français de la Révolution et de l’Empire, né le 15 octobre 1747 à Paris et mort le 25 mai 1819 à Villecresnes (Seine).

## Biographie
Lors de l'invasion des Prussiens, Alexandre Pierre Julienne est nommé, en août 1792, ingénieur en chef pour la défense de Paris.
Les retranchements dont il donne le plan, devaient commencer au-dessus de Saint-Denis, et se prolonger jusqu'à Nogent-sur-Marne. Il demande huit cents bouches à feu, mais le comité militaire ne peut lui en donner que six cents. Il propose alors d'employer les bronzes et les statues qui ornent les jardins royaux pour couler des canons, et faire fondre les plombs issus des aménagements hydrauliques liés aux château et parc de Versailles pour en faire des balles. L'ennemi repoussé, ce grand projet de fortification n'a point de suite.
Général de brigade le 4 août 1793, puis général de division le 7 septembre 1793, il devient commandant de légion de la garde nationale de Paris la même année.
Employé à l'armée du Nord en 1796, il contribue aux avantages remportés sur les Autrichiens.
Le général Belair, à qui la Biographie des hommes vivans attribue les services de son fils, a publié divers ouvrages qui font honneur à son patriotisme et à ses connaissances.
Alexandre Pierre Julienne est le père de Antoine Alexandre Julienne, général de brigade.

## Publications
On a de lui :
- Sciences des ingénieurs, 1787, in-8° ;
- Instruction adressée aux officiers d'infanterie pour la défense des postes, traduite de l'allemand de Gaudi, 1792, in 8° ;
- Éléments de fortifications, 1792, in-8° ;
- Manuel du citoyen, armé de piques, 1792 ;
- Défense de Paris et de tout l'empire, 1792, in 8° ;
- Mémoire sur les moyens de parvenir à la plus grande perfection de la culture, et de la suppression des jachères, 1794, in-8° ;
- Les subsistances rendues plus abondantes et plus accessibles à tous les citoyens, avec cette épigraphe : « L'art de vaincre est perdu, sans l'art de subsister. » 1796, in-8°